# Ville-aux-Bois
 Ville-aux-Bois  es una población y comuna francesa, en la región de Champaña-Ardenas, departamento de Aube, en el distrito de Bar-sur-Aube y cantón de Soulaines-Dhuys.

## Historia
La comuna se denominó La Ville-aux-Bois hasta el 9 de enero de 2025.

## Demografía
| 17 | 12 | 11 | 14 | 18 | 12 |
| Para los censos de 1962 a 1999 la población legal corresponde a la población sin duplicidades (Fuente: INSEE [Consultar]) |    |    |    |    |    |